# La Dinde
Pour plus de détails, voir Fiche technique et Distribution.
La Dinde est un court métrage d'Anna Margarita Albelo réalisé en 2008 et diffusé sur Canal+. Il fait partie de la collection Ecrire pour... un chanteur et a été diffusé lors du Festival international du court-métrage de Clermont-Ferrand le 7 février 2008. Il a été également projeté au Festival de Cannes à la Semaine Internationale de la Critique, en mai 2008.

## Synopsis
Une femme dort dans une maison bourgeoise. La radio la réveille en diffusant son horoscope. En l'entendant, elle décide de prendre son avenir en main.
C'est le jour de son anniversaire, mais pour sa famille, ce soir là, elle leur fera leur fête ! Un court-métrage dédié à la fin d'une génération de femmes aux foyers.

## Fiche technique
- Titre : La Dinde
- Réalisation : Anna Margarita Albelo
- Scénario : Patrick Thévenin et Anna Margarita Albelo
- Producteur : Nicolas Brevière
- Directeur de production : Orly Dahan
- Production : Production Local Films.
- Musique originale : Marc Tassel
- Photographie : Jean Marc Selva
- Ingénieur du son : Yolande Decarsin
- Technicien du son : Laure Arto
- Montage : Jean-Gabriel Périot
- Pays d'origine : France
- Langue : français
- Format : couleur - 35mm
- Genre : comédie
- Durée : 10 minutes
- Date de sortie : 7 février 2008 (France)

## Distribution
- Sheila : Hélène
- Michèle Garcia : Francine
- Anna Margarita Albelo : Rosa
- Xavier Robic : Butcher

## Distinctions
Ce film a reçu le prix de la meilleure comédie au Malta 2012 Short Film Festival le 15 septembre 2012.